# Alexander von Vegesack

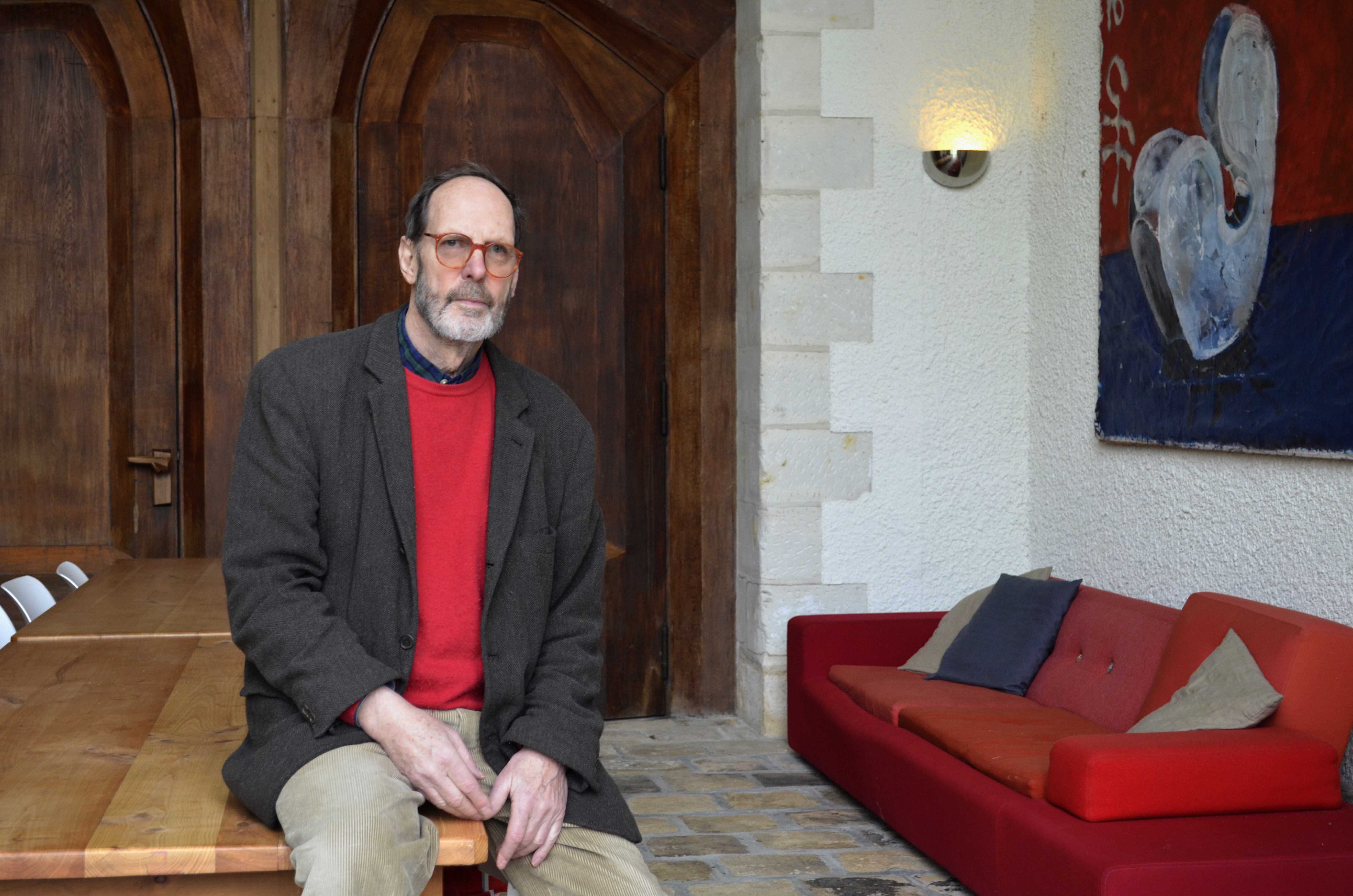
Alexander von Vegesack, 2011

Alexander von Vegesack (* 5. März 1945 in Jena, Thüringen) ist ein Kurator und Sammler von Design, Handwerk, Kunst und Architektur.
Von 1989 bis 2010 war er Gründungsdirektor des Vitra Design Museums. 1986 gründete er das Centre international de recherche et d'éducation culturelle et agricole (CIRECA), eine gemeinnützige Organisation, die ein internationales Workshop-Programm in der Domaine de Boisbuchet betreibt. Er ist Mitglied des Fonds National d’Art Contemporain und wurde zum Officier de l'Ordre des Arts et des Lettres ernannt. Außerdem ist er im 2015 mit dem Bundesverdienstkreuz 1. Klasse ausgezeichnet worden.

## Leben
Alexander von Vegesack stammt aus einer westfälischen Adelsfamilie aus Lettland. Seine Eltern ließen sich 1950 in Koblenz scheiden. 1960, im Alter von 15 Jahren, gründete er in Düsseldorf einen Schülerdienst. Mehr als 80 Schüler arbeiteten für seine Arbeitsagentur und boten Dienstleistungen wie Fensterputzen, Einkäufe und kleinere Umzüge an. Aufgrund einer Intervention der Bundesanstalt für Arbeit musste er seinen Betrieb schließen. Im Jahr 1961 lebte Vegesack in Düsseldorf-Stockum.
1966 eröffnete Vegesack in Hamburg eine Galerie für ausgefallene, bereits getragene Kleidungsstücke. Danach versuchte er sich als Wohnungsmakler, erfolglos blieb auch sein Versuch, ein Wohnheim für ledige Mütter zu eröffnen. 1970 gründete er mit Freunden und Haustieren im Stadtteil Altona den Künstlerclub Fucktory in einer leerstehenden Fabrik. Mit internationalen Künstlergruppen organisierte und inszenierte er provokante Theaterstücke und so genannte schwarze Messen, welche beim Feuilleton Anerkennung fanden. Ab 1973 war er im Auftrag der Stadt Hamburg für die kulturelle Innenstadtbelebung zuständig. Bis 1975 war er verantwortlich für die Schaffung von Wohnateliers in alten Fabriken und Warenlagerhäusern der Hansestadt.
1977 übersiedelte er nach Südwestfrankreich und gründete ein Unternehmen für Reittourismus. Aus vielen europäischen Ländern, besonders in Andalusien, hatte er frühe Thonet-Sitzmöbel zusammengetragen und restaurierte seine Sammlung von Bugholzmöbeln. Er entwickelte sich zu einem Bugholzmöbel-Fachmann, so dass er unter anderem an einer New Yorker 150-Jahr-Ausstellung für den Möbel-Designer und -Fabrikanten Michael Thonet beteiligt war. Von 1982 bis 1986 richtete er im Museum in Boppard am Rhein eine Thonet-Abteilung ein, das erste öffentliche Thonet-Museum.
Seit Januar 2011 setzt er sich für den Ausbau seiner eigenen Institution, der Domaine de Boisbuchet, in Frankreich ein, die ein internationales Renommee als edukatives Zentrum gewonnen hat. Der französische Staat verlieh dieser Non-Profit-Association 2011 das Label „Pôle d’excellence rurale“ als öffentliche Anerkennung und unterstützte den weiteren Ausbau finanziell.

## Vitra Design Museum
Mitte der 1980er-Jahre begann seine Zusammenarbeit mit Rolf Fehlbaum, dem geschäftsführenden Inhaber von vitra. Fehlbaum kaufte ihm einen Teil seiner Thonet-Möbelsammlung ab. Da der Fabrikant seine Sammlung der Öffentlichkeit zugänglich machen wollte, einigte er sich mit Alexander von Vegesack auf ein separates Gebäude. Es sollte sich nicht auf dem Produktionsgelände von vitra befinden und auch anderen Ausstellungen Raum geben. Seit der Fertigstellung des Vitra Design Museums 1989 war er der Leiter einer hochwertigen Sammlung und Museumsdirektor in einem der bekanntesten Bauwerke des weltweit angesehenen Architekten Frank O. Gehry. Mit jährlich ein bis zwei Ausstellungen über Designer, Architekten, Objekte und Stile, die Vegesack als Wanderausstellungen konzipierte, trug er maßgeblich zur internationalen Anerkennung einer hochqualitativen Formgebung bei. Ende 2010 gab er die Direktion und operative Museumsleitung des Vitra Design Museums in Weil am Rhein an eine neue Doppelspitze mit Mateo Kries (Inhalte) und Marc Zehntner (Management) ab.

## Ausstellungen
Er organisierte Ausstellungen für das Centre Georges-Pompidou und das Musée d’Orsay in Paris und konzipierte die erste große Ausstellung der American Federation of Arts - die der Geschichte des Designs von Industriemöbeln gewidmet war. Diese Ausstellung wurde in zehn der wichtigsten Museen in den USA gezeigt [ref. necessary]. Im Auftrag des deutschen Außenministeriums realisierte er ähnliche Projekte in Osteuropa.

## Publikationen und Konferenzen
Er hat zahlreiche Publikationen herausgegeben und ist Initiator der jährlich stattfindenden internationalen Museumskonferenz MUSCON, auf der Institutionen ihre Ideen und Programme austauschen können.
1990 entwickelte Alexander von Vegesack in Frankreich in Zusammenarbeit mit dem Vitra Design Museum das sommerliche Workshop-Programm „Domaine de Boisbuchet“ in Lessac (Charente), an dem neben Designern und Architekten auch Künstler, Handwerker und Kunsthandwerker aus den verschiedensten Bereichen teilnahmen. Seit 1996 ist das Centre Georges Pompidou der andere Partner des Bildungsprojekts.

## Sammlung
1993 wurde seine Privatsammlung zum ersten Mal im Centre Georges Pompidou zusammen mit dem Katalog Miroir d'une collection ausgestellt. Im März 2008 eröffnete die Pinacoteca Giovanni e Marella Agnelli in Turin die Ausstellung Scoprire il Design - La Collezione von Vegesack, die in Frankreich 2012 in Nancy und 2014 in Royan ausgestellt wurde.

## Domaine de Boisbuchet
1986 verkaufte Vegesack einen Teil seiner Thonet-Sammlung an den österreichischen Staat und die Stadt Wien. Mit dem Verkaufserlös konnte er das Landgut Domaine de Boisbuchet mit 150 Hektar Gelände im Südwesten Frankreichs (bei Lessac, Region Poitou-Charentes) erwerben, um es während der Sommermonate für Workshops für Künstler, Designer, Architekten und interessierte Studenten nutzen zu können. Bisherige Dozenten waren unter anderem Estudio Campana, Ronan & Erwan Bouroullec, Tom Dixon, Fabio Novembre und Ingo Maurer, welche in den Pavillons der Architekten Simón Vélez, Jörg Schlaich und Shigeru Ban Studierende bei ihren Arbeiten unterstützen. Vegesack gründete für die Organisation der kulturellen Aktivitäten die Non-Profit-Organisation CIRECA (Centre International de Recherche et d’Education Culturelle et Agricole). Für Boisbuchet knüpfte Vegesack Kontakte mit vielen Institutionen, die Materialien oder auch Leiter für die Workshops zur Verfügung stellen, so etwa mit dem Centre Georges Pompidou in Paris, der École nationale supérieure d'art de Limoges-Aubusson oder dem US-amerikanischen Corning Museum of Glass (CMoG).

## Auszeichnungen
- 1999: Chevalier de l’Ordre des Arts et des Lettres[14][2]
- 2005: Bundesverdienstkreuz am Bande[15]
- 2012: Officier de l'Ordre des Arts et des Lettres
- 2015: Bundesverdienstkreuz 1. Klasse
- 2016: Chevalier de la Légion d’honneur[16]

## Veröffentlichungen (Auswahl)
- 1991: Tschechischer Kubismus - Architektur und Design 1910-1925. Ausstellungskatalog, Vitra Design Museum, Weil am Rhein 1991, ISBN 978-3-9802539-6-3. 
englische Ausgabe: Czech Cubism - Architecture, Furniture, Decorative Arts, 1910-1925. Princeton Architectural Press, 1992, ISBN 1-878271-66-0.
- 1994: Thonet - Pionier des Industriedesigns. Vitra Design Museum, Weil am Rhein 1994, ISBN 3-9804070-0-4.
- mit Lucy Bullivant, Jutta Oldiges: kid size. Möbel und Objekte für Kinder. The Material World of Childhood. Hatje Cantz Verlag, Ostfildern 1997, ISBN 88-8118-255-6.
- 1996: mit Peter Dunas, Mathias Schwartz-Clauss: 100 Masterpieces from the Vitra Design Museum Collection. Vitra Design Museum, Weil am Rhein 1996, ISBN 3-9804070-3-9. (deutsch)
- 1998: Mies van der Rohe. Möbel und Bauten in Stuttgart, Barcelona, Brno. Vitra Design Museum, Weil am Rhein 1998, ISBN 3-931936-16-3.
- 2000: mit Mathias Remmele (Hrsg.): Verner Panton - Das Gesamtwerk. Vitra Design Museum, Weil am Rhein 2000, mit CD-ROM, ISBN 978-3-931936-22-8.
- 2001: mit Bruce Altshuler, Anna C. Chave, Ingrid Schaffner, Thorsten Romanus (Illustrator), Thomas Dix (Fotograf): Isamu Noguchi - Sculptural Design. Vitra Design Museum, Weil am Rhein 2001, ISBN 978-3-931936-33-4.